# جون مورتون (عالم نفس)
جون مورتون (بالإنجليزية: John Morton)‏ هو عالم نفس بريطاني، ولد في 1933.